# Isola Felsite
L'isola Felsite è un'isola rocciosa della Terra Vittoria, in Antartide. L'isola, lunga circa 2 km e la cui superficie risulta del tutto libera dai ghiacci, si trova in particolare davanti alla costa di Borchgrevink ed è situata nell'estremità meridionale dell'insenatura Edisto, in prossimità dello sbocco nell'insenatura del ghiacciaio Edisto, i cui ghiacci circondano la sua costa meridionale.

## Storia
L'isola Felsite è stata mappata interamente per la prima volta dallo United States Geological Survey grazie a fotografie scattate dalla marina militare statunitense (USN) durante ricognizioni aeree e terrestri effettuate nel periodo 1960-62, e così battezzata da membri della spedizione neozelandese di ricognizione geologica in Antartide svolta nel 1957-58, in virtù dei molti dicchi di rocce vulcaniche dai colori tenui, nella fattispecie di felsiti, presenti sull'isola e che rompono la monotonia dello scuro paesaggio dominato da rocce sedimentarie.